# Liga van Venetië
De Liga van Venetië, Heilige Liga of het Venetiaans Verbond, was een verbond dat gesloten werd op 31 maart 1495 tussen verschillende grootmachten, met als doel de Franse Koning Karel VIII, met op de achtergrond zijn oudste zus Anna van Beaujeu te verhinderen om te veel macht in Italië te krijgen. 
Na de militaire verovering en annexatie van het koninkrijk Napels door Karel VIII van Frankrijk, vreesde Ludovico Sforza, de hertog van Milaan dat Karel ook zijn oog op zijn gebied zou laten vallen. Hij drong bij de paus aan op het sluiten van een bondgenootschap. Dit werd de liga van Venetië. De leden van de liga waren paus Alexander VI, de republiek Venetië, keizer Maximiliaan I, Ferdinand II van Aragon en de hertog van Milaan. In 1496 zou ook Engeland toetreden. 
Zij vormden een leger dat onder het bevel van de condottiero Francesco II Gonzaga kwam te staan.
Karel trok naar Lombardije in het noorden, zodat hij niet vast kwam te zitten. Op 6 juli 1495 vond de Slag bij Fornovo plaats tussen beide legers. Deze slag was geen absolute nederlaag voor Karel, maar hij raakte de buit die hij had meegenomen uit Napels kwijt. Hij keerde terug naar Frankrijk en de hoge kosten van de oorlog zorgden ervoor dat hij niet opnieuw een veldtocht naar Italië kon maken. 
Het Verdrag van Marcoussis tussen Frankrijk en Spanje maakte op 5 augustus 1498 een einde aan de Italiaanse Oorlog van 1494–1498. Napels werd hierbij verdeeld tussen Frankrijk en Spanje.